# Elecciones municipales de Chachapoyas de 1989
Las elecciones municipales de Chachapoyas de 1989 se llevaron a cabo el 12 de noviembre de 1989 para elegir al alcalde y al Concejo Provincial de Chachapoyas para el periodo 1990-1992. La elección se celebró simultáneamente con elecciones municipales en todo el país.
Las elecciones estuvieron marcadas por un contexto de profunda crisis nacional bajo el gobierno aprista. En este escenario, el Frente Democrático, una coalición integrada por Acción Popular, el Partido Popular Cristiano y el Movimiento Libertad, presentó como candidato a Napoleón Mendoza, quien ya había sido alcalde de Chachapoyas entre 1981 y 1983 por el accionpopulismo. Mendoza logró una victoria contundente, obteniendo una considerable ventaja sobre sus competidores. Por su parte, el Partido Aprista Peruano sufrió un desplome histórico en la provincia, perdiendo casi dos tercios de los votos obtenidos en las elecciones de 1986 y relegándose al tercer lugar. Aunque Izquierda Unida también vio reducido su apoyo electoral, consiguió consolidarse como la segunda fuerza política en Chachapoyas, superando al aprismo por primera vez.
En los distritos, el declive aprista fue igualmente significativo. El Frente Democrático emergió como la primera fuerza política, logrando casi la mitad de los votos válidos y asegurando el control de quince de los veinte concejos distritales, entre ellos La Jalca, el distrito con mayor número de votantes. Pese a su debacle, el Partido Aprista Peruano logró mantenerse como la segunda fuerza en representación distrital, reteniendo el control de algunos distritos como Leimebamba, donde su triunfo se dio por un margen muy ajustado frente al Frente Democrático. Izquierda Unida, en cambio, sufrió un notable retroceso, obteniendo únicamente una alcaldía distrital, Levanto.

## Sistema electoral
La Municipalidad Provincial de Chachapoyas es el órgano administrativo y de gobierno de la provincia de Chachapoyas. Está compuesta por el alcalde y el Concejo Provincial.
La votación del alcalde y el concejo se realiza en base al sufragio universal, que comprende a todos los ciudadanos nacionales mayores de dieciocho años, empadronados y residentes en la provincia de Chachapoyas y en pleno goce de sus derechos políticos, así como a los ciudadanos no nacionales residentes y empadronados en la provincia de Chachapoyas.
El Concejo Provincial de Chachapoyas está compuesto por 19 regidores elegidos por sufragio directo para un período de tres (3) años, en forma conjunta con la elección del alcalde (quien lo preside). La votación es por lista cerrada y bloqueada. Se asigna a la lista ganadora los escaños según el método d'Hondt o la mitad más uno, lo que más le favorezca. Es elegido como alcalde el candidato que ocupe el primer lugar de la lista que haya obtenido la más alta votación.

## Composición del Concejo Provincial de Chachapoyas
La siguiente tabla muestra la composición del Concejo Provincial de Chachapoyas antes de las elecciones.
| Partidos | Partidos                | Regidores |
| -------- | ----------------------- | --------- |
|          | Partido Aprista Peruano | 11        |
|          | Izquierda Unida         | 8         |

## Partidos y candidatos
A continuación se muestra una lista de los principales partidos y alianzas electorales que participaron en las elecciones:
| Candidatura | Candidatura | Partidos y alianzas | Candidatos | Candidatos                 | Ideología                                                        | Resultado previo | Resultado previo | Ref. |
| Candidatura | Candidatura | Partidos y alianzas | Candidatos | Candidatos                 | Ideología                                                        | Votos (%)        | Reg.             | Ref. |
| ----------- | ----------- | --- | ---------- | -------------------------- | ---------------------------------------------------------------- | ---------------- | ---------------- | ---- |
|             | APRA        | Lista - Partido Aprista Peruano (APRA) |            | Sin información disponible | Aprismo                                                          | 66.15%           | 11               |      |
|             | IU          | Lista - Izquierda Unida (IU) – Unión de Izquierda Revolucionaria (UNIR) – Partido Unificado Mariateguista (PUM) – Partido Comunista Peruano (PCP) – Frente Obrero Campesino Estudiantil y Popular (FOCEP) |            | Sin información disponible | Marxismo-leninismo Mariateguismo Socialismo democrático          | 38.85%           | 8                |      |
|             | FREDEMO     | Lista - Frente Democrático (FREDEMO) – Acción Popular (AP) – Movimiento Libertad (Libertad) – Partido Popular Cristiano (PPC)                                                                             |            | Napoleón Mendoza Jiménez   | Liberalismo económico Humanismo cristiano Conservadurismo social | Nuevo            | Nuevo            |      |

## Resultados

### Sumario general
|                        |                                |              |              |              |           |           |
| Partidos y coaliciones | Partidos y coaliciones         | Voto popular | Voto popular | Voto popular | Regidores | Regidores |
| Partidos y coaliciones | Partidos y coaliciones         | Votos        | %            | ±pp          | Total     | +/−       |
|                        | Frente Democrático (FREDEMO)   | 3,811        | 43.60        | Nuevo        | 11        | +11       |
|                        | Izquierda Unida (IU)           | 2,589        | 29.62        | –9.23        | 4         | –4        |
|                        | Partido Aprista Peruano (APRA) | 2,340        | 26.77        | –39.38       | 4         | –7        |
|                        |                                |              |              |              |           |           |
| Total                  | Total                          | 8,740        |              |              | 19        | ±0        |
|                        |                                |              |              |              |           |           |
| Votos válidos          | Votos válidos                  | 8,740        | 74.29        | –11.33       |           |           |
| Votos en blanco        | Votos en blanco                | 670          | 5.69         | +1.02        |           |           |
| Votos nulos            | Votos nulos                    | 2,355        | 20.02        | +10.31       |           |           |
| Votos emitidos         | Votos emitidos                 | 11,765       | 62.69        | –10.56       |           |           |
| Abstenciones           | Abstenciones                   | 7,001        | 37.31        | +10.56       |           |           |
| Votantes registrados   | Votantes registrados           | 18,766       |              |              |           |           |
|                        |                                |              |              |              |           |           |
| Fuente:                |                                |              |              |              |           |           |

### Concejo Provincial de Chachapoyas
| Cargo                              | Autoridad electa           | Partido político | Partido político        |
| ---------------------------------- | -------------------------- | ---------------- | ----------------------- |
| Alcalde Provincial de Chachapoyas  | Napoleón Mendoza Jiménez   |                  | Frente Democrático      |
| Regidor Provincial de Chachapoyas  | Conrado Mori Tuesta        |                  | Frente Democrático      |
| Regidor Provincial de Chachapoyas  | Elio Vargas López          |                  | Frente Democrático      |
| Regidor Provincial de Chachapoyas  | Segundo Torres Pastor      |                  | Frente Democrático      |
| Regidor Provincial de Chachapoyas  | Jorge Arévalo Cotrina      |                  | Frente Democrático      |
| Regidora Provincial de Chachapoyas | Erma García Ramírez        |                  | Frente Democrático      |
| Regidor Provincial de Chachapoyas  | Amado Santillán Tuesta     |                  | Frente Democrático      |
| Regidor Provincial de Chachapoyas  | Javier Calle Calle         |                  | Frente Democrático      |
| Regidor Provincial de Chachapoyas  | Hitler Jiménez Mendoza     |                  | Frente Democrático      |
| Regidor Provincial de Chachapoyas  | Willy Requejo Montalvo     |                  | Frente Democrático      |
| Regidor Provincial de Chachapoyas  | Enrique Valdez Rodríguez   |                  | Frente Democrático      |
| Regidor Provincial de Chachapoyas  | María Villa Zuta           |                  | Frente Democrático      |
| Regidor Provincial de Chachapoyas  | Gilbert Tuesta Olascoaga   |                  | Izquierda Unida         |
| Regidora Provincial de Chachapoyas | Vicenta Chávez Tuesta      |                  | Izquierda Unida         |
| Regidor Provincial de Chachapoyas  | Adolfo Gutiérrez Gutiérrez |                  | Izquierda Unida         |
| Regidor Provincial de Chachapoyas  | Carlos Muñoz Valdez        |                  | Izquierda Unida         |
| Regidor Provincial de Chachapoyas  | Conrado Montoya Pizarro    |                  | Partido Aprista Peruano |
| Regidor Provincial de Chachapoyas  | Manuel Vargas Huamán       |                  | Partido Aprista Peruano |
| Regidor Provincial de Chachapoyas  | Jorge Guerrero Torres      |                  | Partido Aprista Peruano |
| Regidor Provincial de Chachapoyas  | Carlos Montenegro Lescano  |                  | Partido Aprista Peruano |

## Elecciones municipales distritales

### Sumario general
| Partidos y coaliciones | Partidos y coaliciones                | Voto popular | Voto popular | Voto popular | Alcaldías | Alcaldías |
| Partidos y coaliciones | Partidos y coaliciones                | Votos        | %            | ±pp          | Total     | +/−       |
| ---------------------- | ------------------------------------- | ------------ | ------------ | ------------ | --------- | --------- |
|                        | Frente Democrático (FREDEMO)          | 1,886        | 46.57        | Nuevo        | 15        | +15       |
|                        | Partido Aprista Peruano (APRA)        | 1,252        | 30.91        | –41.70       | 4         | –14       |
|                        | Izquierda Unida (IU)                  | 646          | 15.95        | –11.44       | 1         | –1        |
|                        | Acuerdo Socialista de Izquierda (ASI) | 86           | 2.12         | Nuevo        | 0         | ±0        |
|                        | Listas independientes distritales     | 180          | 4.44         | n/a          | 0         | ±0        |
|                        |                                       |              |              |              |           |           |
| Total                  | Total                                 | 4,050        |              |              | 20        | ±0        |
|                        |                                       |              |              |              |           |           |
| Votos válidos          | Votos válidos                         | 4,050        | 62.71        | –19.26       |           |           |
| Votos en blanco        | Votos en blanco                       | 504          | 7.80         | +2.25        |           |           |
| Votos nulos            | Votos nulos                           | 1,904        | 29.48        | +17.00       |           |           |
| Votos emitidos         | Votos emitidos                        | 6,458        | n/a          | n/a          |           |           |
| Abstenciones           | Abstenciones                          | n/d          | n/a          | n/a          |           |           |
| Votantes registrados   | Votantes registrados                  | n/d          |              |              |           |           |
|                        |                                       |              |              |              |           |           |
| Fuente:                |                                       |              |              |              |           |           |

### Resultados por distrito
Las siguientes tablas enumeran el control de los distritos de la provincia de Chachapoyas. El cambio de mando de una organización política se resalta del color de ese partido.
| Distrito                | Alcalde(sa) titular           | Partido político | Partido político        | Alcalde(sa) electo(a)          | Partido político | Partido político        |
| ----------------------- | ----------------------------- | ---------------- | ----------------------- | ------------------------------ | ---------------- | ----------------------- |
| Asunción                | Luis Camus Rojas              |                  | Izquierda Unida         | María Vargas Culqui            |                  | Frente Democrático      |
| Balsas                  | José Tridado Terrones         |                  | Partido Aprista Peruano | Juan Arbildo Araujo            |                  | Partido Aprista Peruano |
| Cheto                   | Eudocio Maldonado Montoya     |                  | Partido Aprista Peruano | Amacias Huamán Rojas           |                  | Frente Democrático      |
| Chiliquín               | Alejandro Santillán Santillán |                  | Partido Aprista Peruano | César Bobadilla Chuquimbalqui  |                  | Frente Democrático      |
| Chuquibamba             | Elpidio Zabaleta Portal       |                  | Partido Aprista Peruano | Teodorico Zegarra Huamán       |                  | Frente Democrático      |
| Granada                 | Manuel Chasquivol Culqui      |                  | Partido Aprista Peruano | Marcos López Hoyos             |                  | Frente Democrático      |
| Huancas                 | Mauro Inga Culqui             |                  | Partido Aprista Peruano | Luis Vargas Vilchez            |                  | Frente Democrático      |
| La Jalca                | Alfonso Mendoza Trauco        |                  | Partido Aprista Peruano | Arquímedes Huamán Salon        |                  | Frente Democrático      |
| Leimebamba              | César Hidalgo Vega            |                  | Partido Aprista Peruano | Gustavo Cervera Coronel        |                  | Partido Aprista Peruano |
| Levanto                 | Eutimio Huamán Mas            |                  | Partido Aprista Peruano | Tadeo Castillo Soplín          |                  | Izquierda Unida         |
| Magdalena               | Santiago Ruiz Tello           |                  | Partido Aprista Peruano | Teodomiro Jalk Ruiz            |                  | Partido Aprista Peruano |
| Mariscal Castilla       | Alejandro Vigo Damacen        |                  | Partido Aprista Peruano | Nora García de Sánchez         |                  | Frente Democrático      |
| Molinopampa             | Dionisio Cruz Jaramillo       |                  | Partido Aprista Peruano | Rómulo Mas Portocarrero        |                  | Frente Democrático      |
| Montevideo              | Solano Epquin Loja            |                  | Izquierda Unida         | Aguilberto Vergaray Epiquin    |                  | Frente Democrático      |
| Olleros                 | Alfredo Vargas Mixan          |                  | Partido Aprista Peruano | Roger Inga Sopla               |                  | Frente Democrático      |
| Quinjalca               | Amado Canlla Pinedo           |                  | Partido Aprista Peruano | Buenaventura Pilco Culqui      |                  | Frente Democrático      |
| San Francisco de Daguas | Francisco Loja Santillán      |                  | Partido Aprista Peruano | Benjamín Rojas Tejada          |                  | Frente Democrático      |
| San Isidro de Maino     | Hugo Salón Salón              |                  | Partido Aprista Peruano | Segundo Vásquez Chávez         |                  | Partido Aprista Peruano |
| Soloco                  | Salvador Tuesta Castillo      |                  | Partido Aprista Peruano | Wilfredo Bardales Portocarrero |                  | Frente Democrático      |
| Sonche                  | Eduardo Ruiz Rojas            |                  | Partido Aprista Peruano | Buenaventura Zabarburu Vilca   |                  | Frente Democrático      |